# Audi Quattro Quartz
Der Audi Quattro Quartz (alternativ: Pininfarina Quattro Quartz) ist ein Showcar des italienischen Designstudios Pininfarina, das 1981 vorgestellt wurde. Das Kombicoupé basiert auf der Technik von Audis „Urquattro“. Der Quattro Quartz hatte keine Auswirkungen auf das spätere Audi-Design, beeinflusste stilistisch aber bis in die 1990er-Jahre hinein einige Serienmodelle Alfa Romeos.

## Entstehungsgeschichte

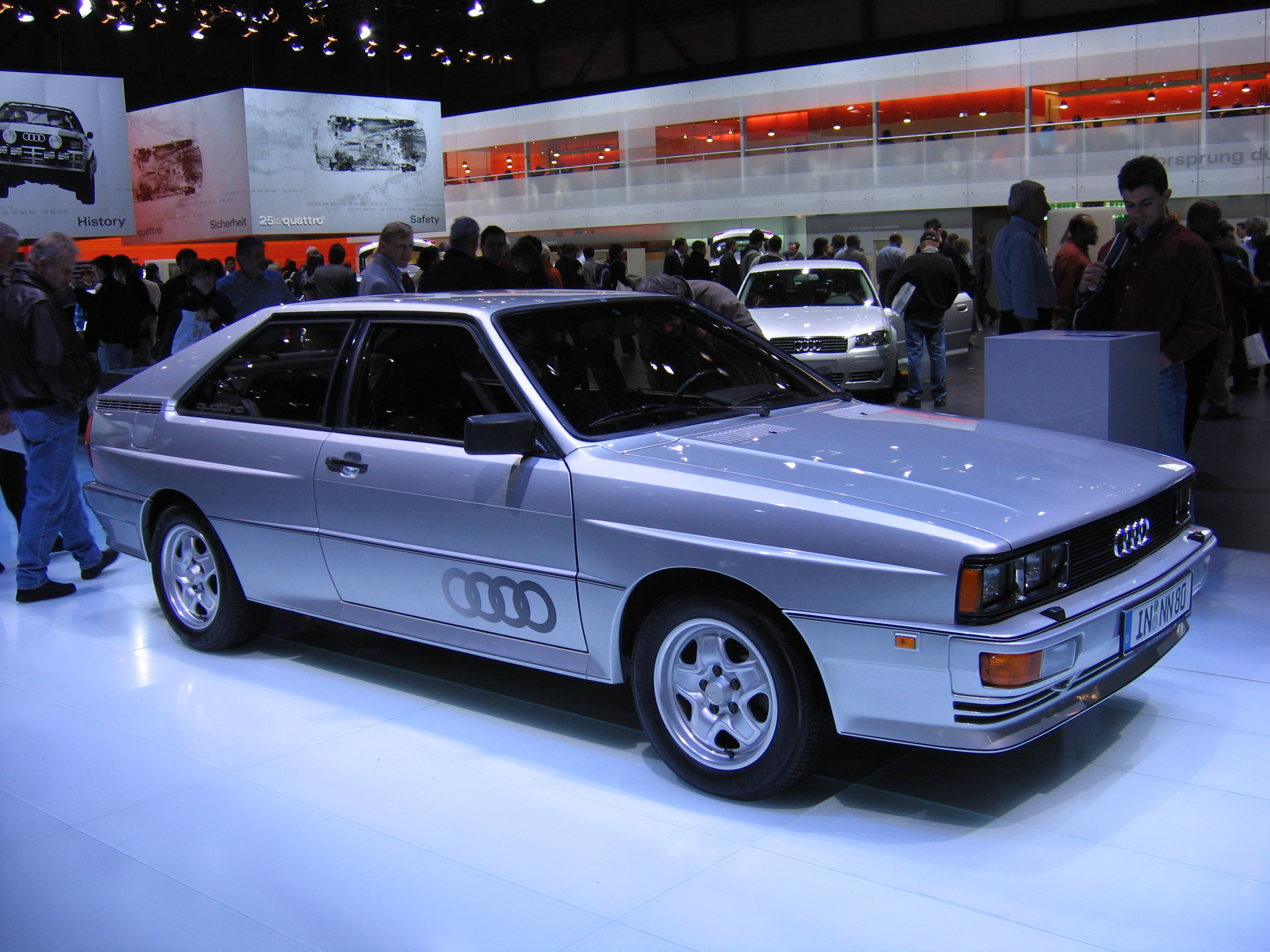
Technische Basis: Audi Quattro

Der Audi Quattro Quartz geht auf Initiative Sergio Pininfarinas zurück. Die Idee dazu entstand im März 1980 auf dem Genfer Autosalon, auf dem Audi mit dem „Urquattro“ einen der ersten in Serie produzierten Pkw mit permanentem Allradantrieb präsentierte. Der Quattro wurde seinerzeit als Sensation wahrgenommen. In Genf einigten sich Pininfarina und Audi auf den Bau einer Designstudie auf der technischen Basis des Quattro für den Salon des folgenden Jahres. Im Frühsommer 1980 – einige Monate bevor die ersten Autos an die Kunden ausgeliefert wurden – erhielt Pininfarina ein Vorserienexemplar des Quattro, auf dem das kommende Showcar aufgebaut wurde.
Anknüpfend an das seinerzeit außergewöhnliche, als zukunftsweisend empfundene Antriebskonzept des Quattro entwickelte Pininfarina eine Karosserie aus innovativen Materialien, vor allem aus Kunststoffen. Ziel war nicht nur eine Senkung des Karosseriegewichts, sondern auch die Auslotung neuer Formen und neuer Produktionsprozesse: Mit Kunststoffen „lässt sich etwas aus einem Teil formen, wofür bisher fünf verschiedene Einzelkomponenten erforderlich waren.“ (Pininfarina).
Der Quattro Quartz debütierte im März 1981 als Ausstellungsstück auf dem Genfer Automobilsalon. Pininfarina widmete das Auto der Schweizer Fachzeitschrift Automobil Revue, die in diesem Jahr ihr 75-jähriges Bestehen feierte. Er war fahrbereit und wurde in den frühen 1980er-Jahren von der Automobil Revue einem Praxistest unterzogen. Das Auto blieb ein Einzelstück; eine Serienfertigung war zu keiner Zeit geplant. Mittlerweile ist es ein Ausstellungsstück.

## Beschreibung

### Allgemeines
Der Quattro Quartz ist wie der serienmäßige Audi Quattro ein zweitüriges Fließheck-Coupé mit vier Sitzen. Pininfarina übernahm den Radstand des Serien-Quattro, veränderte aber die Proportionen des Aufbaus. Weil der hintere Überhang deutlich reduziert wurde, ist der Quattro Quartz etwa 30 cm kürzer als das Serienfahrzeug.

### Design
Das Design des Quattro Quartz entwickelte Enrico Fumia, der seit 1976 unter der Leitung von Leonardo Fioravanti in Pininfarinas Studio arbeitete. Der Quattro Quartz ist Fumias erster eigenständiger Entwurf für Pininfarina. Stilistische Bezüge zu zeitgenössischen Modellen der Marke Audi gibt es nicht. Lediglich kleine Applikationen sollten einen Bezug zu Audi herstellen. So sind an mehreren Stellen vier ineinander verschlungene Ringe angebracht; unter anderem hat der Auspuff einen Aufsatz, der den Eindruck von vier Endrohren entstehen lässt. Die Versuche, Familienähnlichkeit herzustellen, werden als halbherzig beschrieben.

#### Äußeres

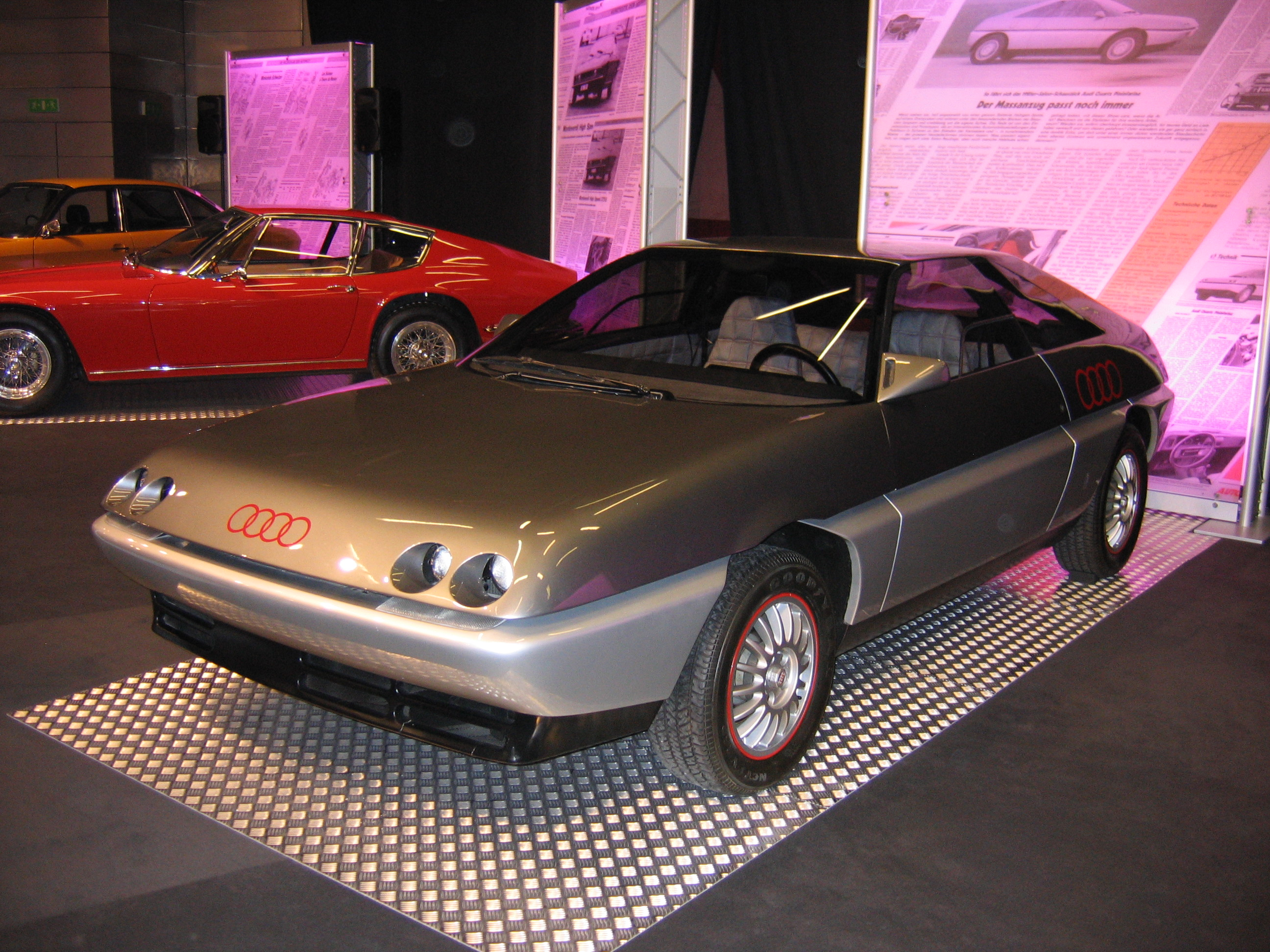
Audi Quattro Quartz beim Genfer Auto-Salon

Im Profil folgt die Karosserie des Quattro Quartz der Linie des Audi Quattro, die auf ein Designkonzept von Italdesign Giugiaro zurückgeht. Beide Fahrzeuge sind zweitürige Schrägheckcoupés. Die C-Säule des Quattro Quartz ist stärker geneigt als die des Serienmodells; im oberen Bereich schließt sie an die B-Säule an und lässt das Dachteil sehr kurz erscheinen.
Die Oberflächen des Quattro Quartz sind glattflächig; die Ecken sind abgerundet. Es gibt kaum Vorsprünge. Die Türgriffe sind beispielsweise hinter den Fenstern der Türen verborgen. Die Fensterscheiben sind bündig verklebt. Die Fenster der Türen lassen sich nicht vollständig öffnen; es gibt nur kleine Ausschnitte, die versenkbar sind.
Entlang der Wagenflanken verläuft eine waagerechte Sicke. Sie greift ein Merkmal des von Paolo Martin für Pininfarina gestalteten Ferrari 512 S Modulo auf, der bereits 1970 öffentlich vorgestellt worden war. Die Sicke gliedert die Karosserie optisch in einen oberen und einen unteren Teil; diesen Eindruck verstärkt eine Zweifarblackierung, die das Auto zeitweise trug. Im vorderen Fahrzeugbereich verdeckt die Sicke außerdem Öffnungen für die Be- und Entlüftung des Motorraums.
Die gesamte vordere Wagenverkleidung besteht im oberen Teil aus einer großen Motorhaube, die aus einem Stück aus Kunststoff gefertigt wurde. Sie reicht vorn und seitlich bis zu den Stoßfängern und schließt auch die Wagenflanken ein. In der Motorhaube befinden sich vorn links und rechts je zwei röhrenartige Vertiefungen, in denen insgesamt vier runde Projektionsscheinwerfer von Carello installiert sind. Fumia entschied sich erst spät für diese Gestaltung; auf ersten Skizzen des Quattro Quartz aus dem Jahr 1980 sind noch schmale waagerecht angeordnete Breitbandscheinwerfer zu sehen. Im oberen Teil des Vorderwagens gibt es keine Einlassöffnungen für Kühlluft; die Front ist hier komplett verkleidet. Ein schmaler Schlitz zwischen Motorhaube und Stoßfänger lässt Kühlluft eintreten. Weitere Lufteinlässe befinden sich unterhalb des Stoßfängers; sie sind ungleichmäßig verteilt: Auf der Fahrerseite gibt es vier schmale Öffnungen, auf der Beifahrerseite zwei.
Das Heckfenster lässt sich öffnen. Es ist am Dachabschluss angeschlagen und übernimmt die Funktion einer Heckklappe. Die Rückleuchten bestehen aus einem über die gesamte Wagenbreite reichenden Leuchtenband, das oberhalb des Stoßfängers installiert ist. Der Stoßfänger hat eine Aussparung für das Kfz-Kennzeichen.

#### Innenraum
Der Quattro Quartz ist mit vier Einzelsitzen ausgestattet. Die Sitze und einige Bereiche der Seitenteile sind mit weißem, gestepptem Leder bezogen, andere Teile mit rotem Glattleder.

### Materialien
Grundlage des Aufbaus ist eine aus Stahl gefertigte Rohkarosserie, die Pininfarina vom Serien-Quattro übernahm. Die äußeren Karosserieteile des Quattro Quartz wurden aus Aluminiumblechen und Kunststoffkomponenten neu geformt. Dabei kamen unter anderem Kevlar, Polyurethan und Polycarbonat als Werkstoffe zum Einsatz. Die Kunststoffteile sind an einem Gerüst aus dünnen Stahlrohren befestigt. Die Stoßstangen bestehen aus Kevlar, die Hauben und Türen aus Polypropylen.

### Antriebstechnik
Für den Quattro Quartz griff Pininfarina auf die unveränderte Antriebstechnik des Serien-Quattro zurück. Der Quattro Quartz wird von einem Fünfzylinder-Reihenmotor mit 2144 cm³ Hubraum angetrieben, der mit einem Abgasturbolader versehen ist. Seine Höchstleistung liegt wie bei den Serienmodellen bei 147 kW (200 PS). Die Kraftübertragung übernimmt ein handgeschaltetes Fünfganggetriebe von Audi.

## Lackierung
Überwiegend erschien der Quattro Quartz in einer Zweifarblackierung. Meist wurde für den oberen Wagenteil ein dunklerer Silberton gewählt als für den unteren, wobei es mehrfach zu Neulackierungen kam, bei denen die Kontraste zwischen den Farbtönen unterschiedlich stark ausfielen. Zeitweise war der Wagen einheitlich silberfarben lackiert.

## Fahrleistungen und Messwerte
Der Quattro Quartz ist bei gleichem Radstand etwa 30 cm kürzer als der Serien-Quattro und etwa 90 kg leichter. Der {\displaystyle c_{\mathrm {w} }}-Wert des Quattro Quartz beträgt 0,45; er ist geringfügig schlechter als der des Serien-Quattro (0,43).
Die Zeitschrift Automobil Revue ermittelte bei Testfahrten eine Höchstgeschwindigkeit von 217 km/h; der Wagen beschleunigte in 7,1 Sekunden von 0 auf 100 km/h. Die Höchstgeschwindigkeit war geringfügig niedriger als beim Seriencoupé (222 km/h); dafür fiel die Beschleunigung um 0,3 Sekunden besser aus.

## Produktion und Verbleib
Der Quattro Quartz ist ein Einzelstück. Das Auto ging letztlich in das Eigentum von Audi über. Es steht weiterhin in der Audi-Sammlung und wird von Zeit zu Zeit öffentlich gezeigt.

## Einfluss des Designs
Das Design des Quattro Quartz gilt als einflussreich. Zwar blieb es für Audi bedeutungslos; kein späteres Serienfahrzeug von Audi übernahm Designmerkmale des Quattro Quartz. Allerdings verwendete Pininfarina verschiedene Gestaltungselemente für Alfa-Romeo-Karosserien, die jeweils Enrico Fumia entwarf.
Das Konzept der schmalen Rückleuchten entwickelte Enrico Fumia in den 1980er-Jahren zu einem Leuchtband weiter, das über die ganze Wagenbreite reichte. Es wurde 1987 bei Fumias Limousine Alfa Romeo 164 eingeführt und war im folgenden Jahrzehnt ein prägendes Designmerkmal für alle Serienfahrzeuge Alfa Romeos. Der Alfa Romeo 164 übernimmt auch die stark ausgeprägte Sicke an den Wagenflanken, die allerdings im Vergleich zum Quattro Quartz höher verläuft und von vorn nach hinten leicht ansteigt; Vergleichbares gilt auch noch für die 1992 eingeführte Mittelklasselimousine Alfa Romeo 155.
Deutlichen Einfluss hatte der Quattro Quartz außerdem auf Alfa Romeos Baureihe Tipo 916, die von 1994 bis 2004 in einer offenen Version als Alfa Romeo Spider und geschlossen als Alfa Romeo GTV angeboten wurde. Einige Dokumentationen bezeichnen den Quattro Quartz als stilistischen Vorläufer der 916-Reihe. Fumia, der die 916-Reihe im Laufe des Jahres 1987 für Pininfarina gestaltet hatte, beschränkte in einem Interview aus dem Jahr 2012 die Ähnlichkeiten zwischen dem Quattro Quartz und der 916-Baureihe auf die Scheinwerfer; im Übrigen seien beide Modelle völlig eigenständige Autos. Zu den Designdetails, die Alfas 916-Reihe vom Quattro Quartz übernahm, gehören die einteilige, in die Wagenflanken hineinreichende Motorhaube aus Kunststoff, die zurückversetzten Rundscheinwerfer und die breite Sicke, die die Motorhaube von den Stoßfängern trennt; bei den Tipo-916-Modellen allerdings nicht waagerecht verläuft, sondern von vorn nach hinten stark ansteigt. Schließlich findet sich beim Tipo 916 auch das hintere Leuchtenband, das Blinker, Brems- und Schlusslichter, die Nebelschlussleuchten und die Rückfahrscheinwerfer zusammenfasst.

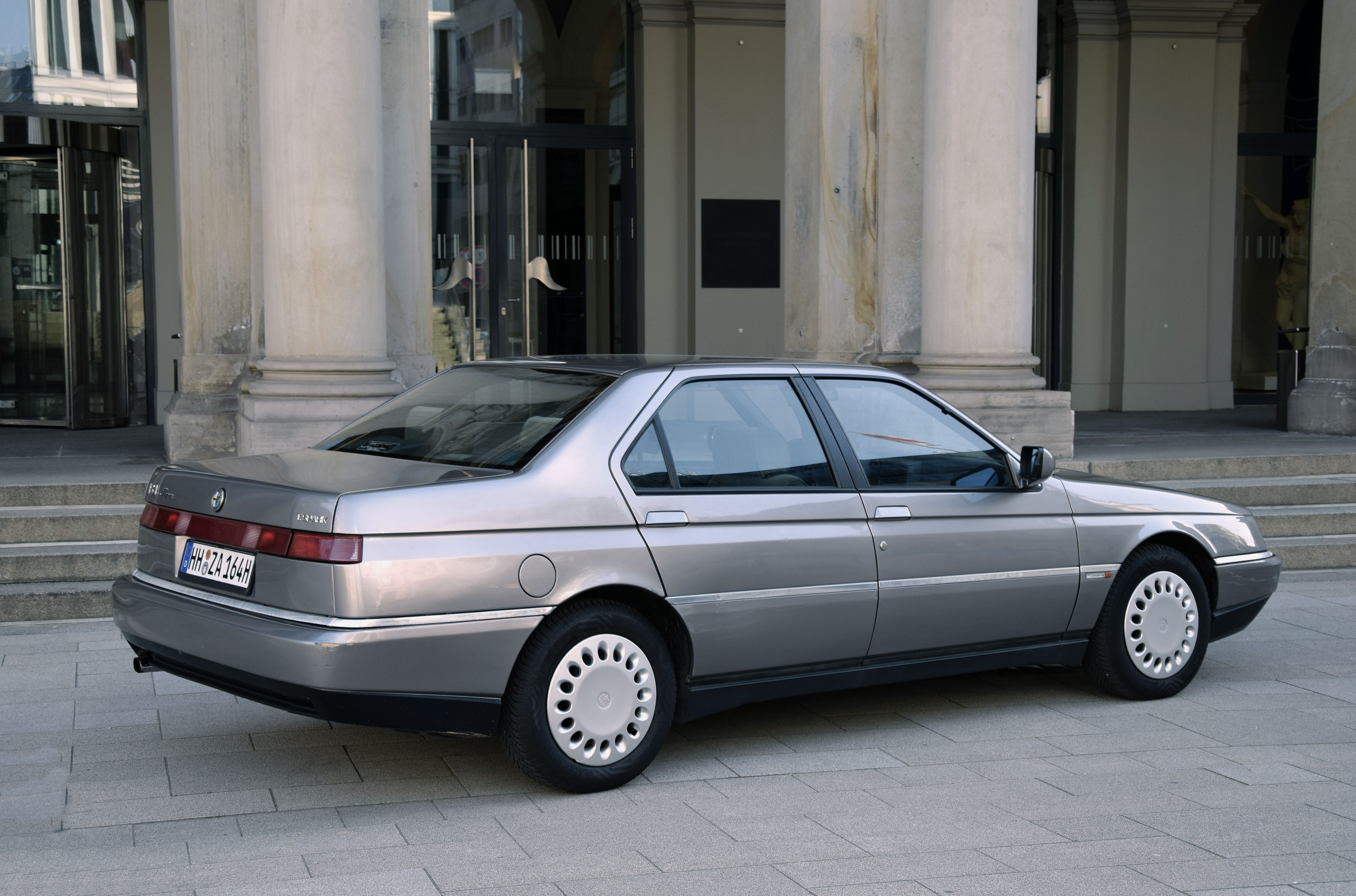
Seitliche Sicke und hinteres Leuchtband: Alfa Romeo 164 (ab 1987)
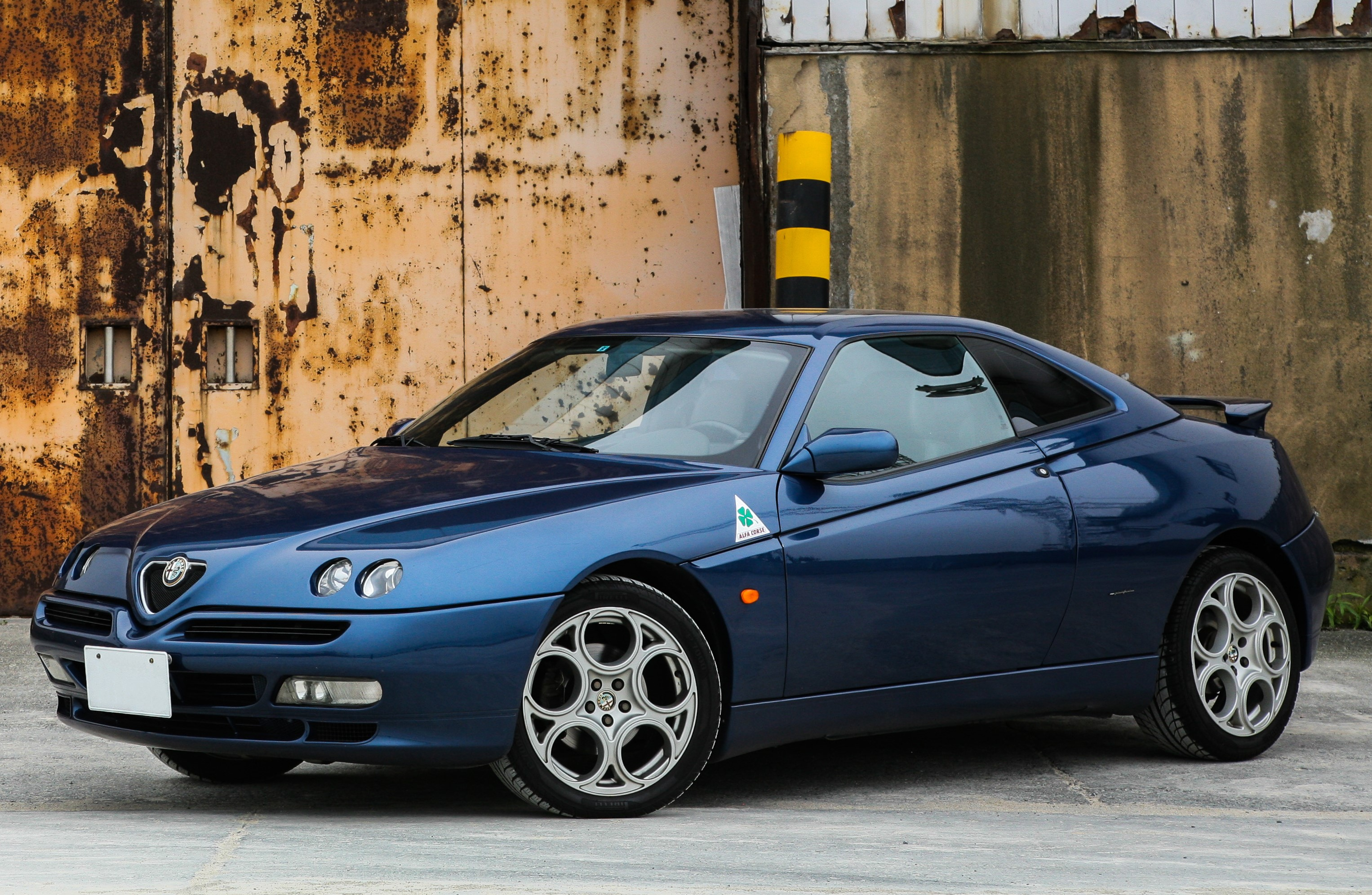
Motorhaube und Scheinwerfer im Quartz-Stil: Alfa Romeo GTV Tipo 916 (ab 1994)
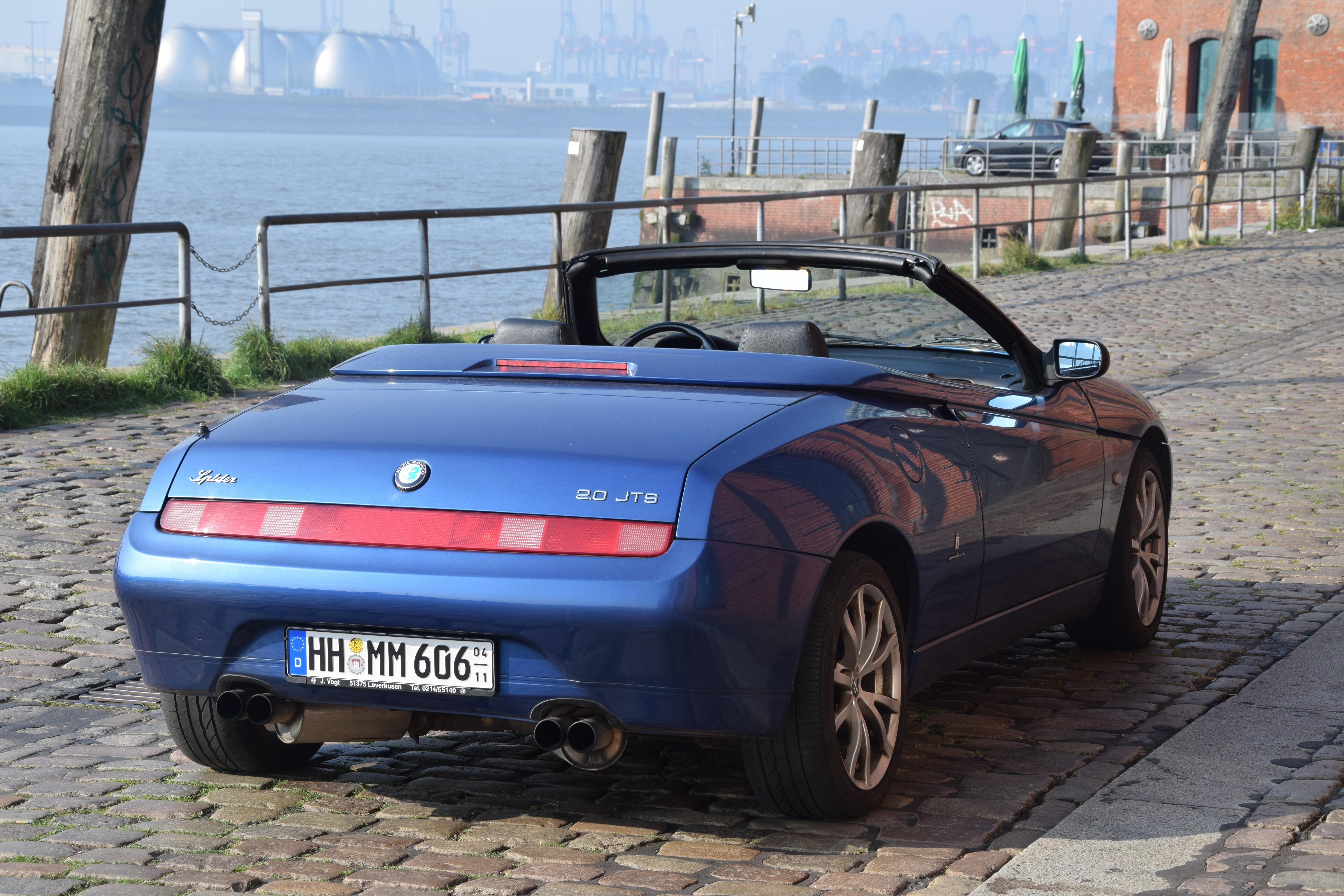
Heckpartie des Alfa Romeo Spider Tipo 916 (ab 1994)
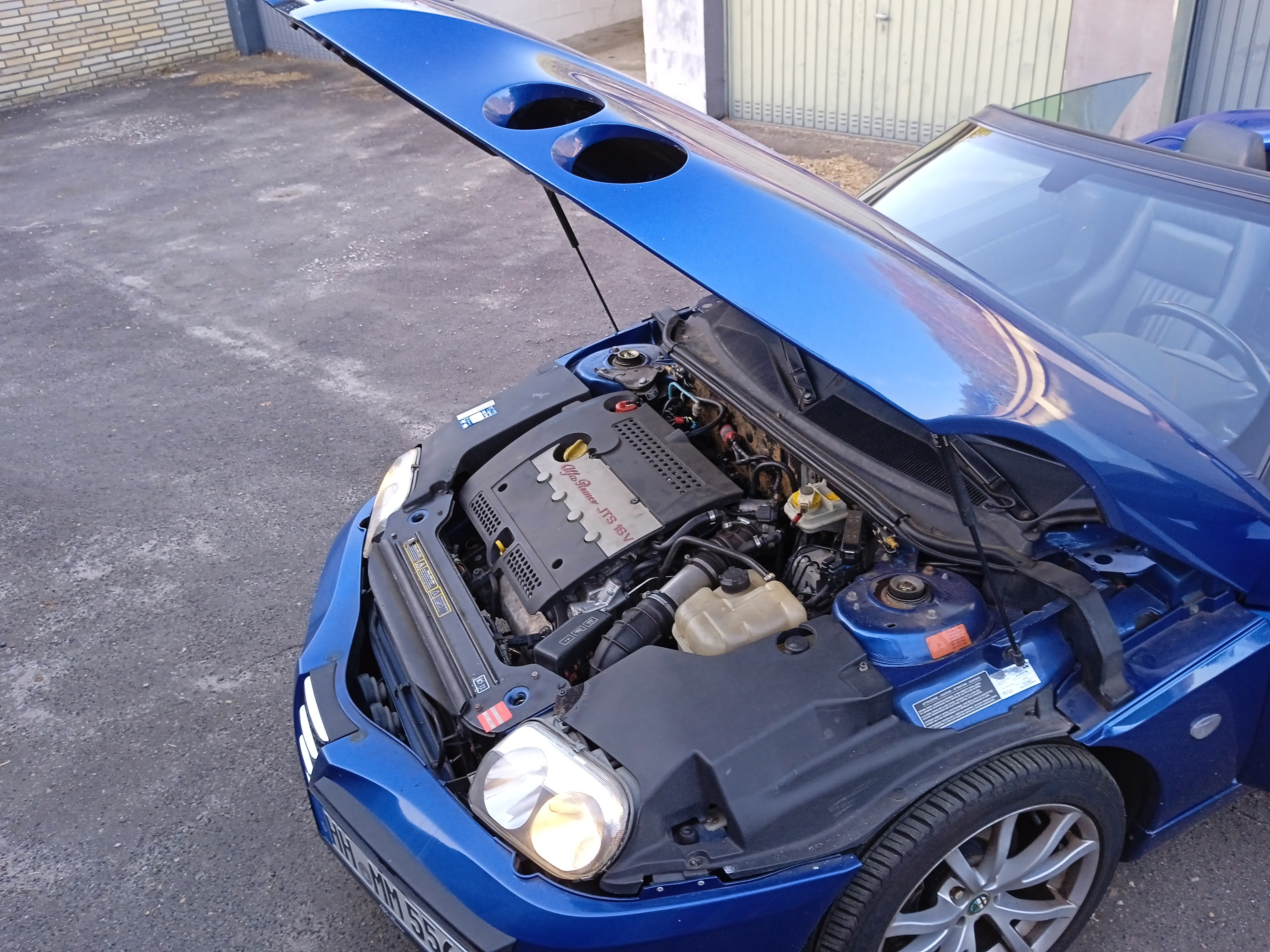
Große einteilige Motorhaube mit Öffnungen für vier Rundscheinwerfer (Alfa Romeo Spider Tipo 916)
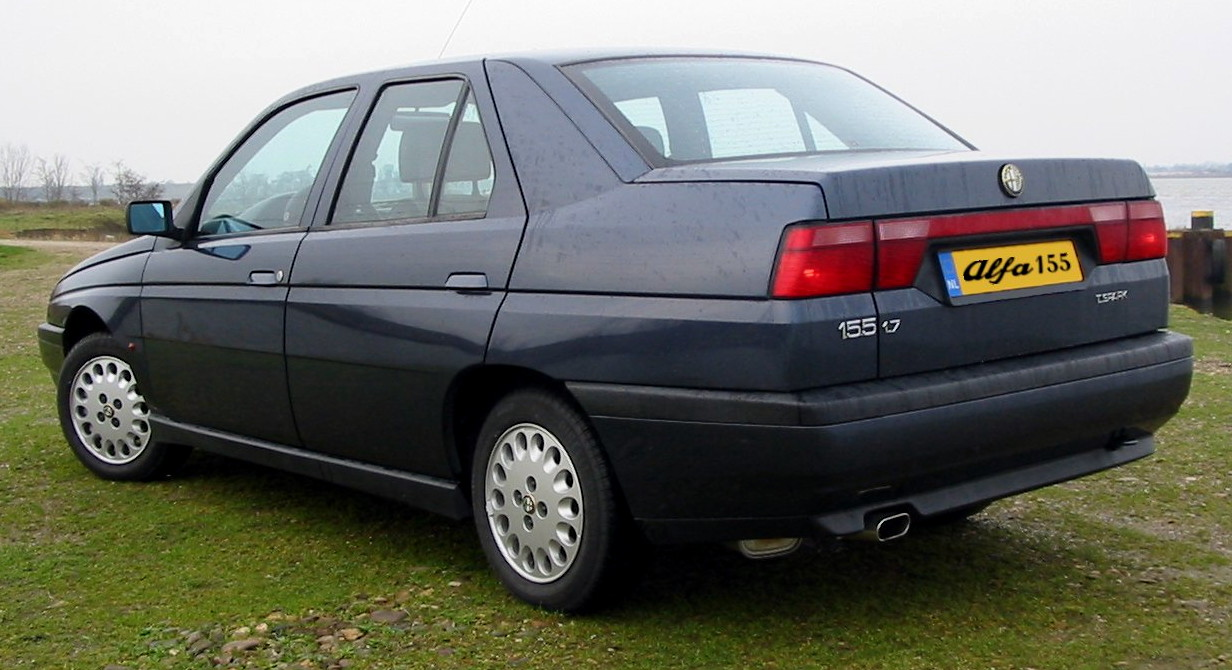
Leuchtenband bei einem Alfa Romeo 155